# Хортен, Петер
Петер Хортен (нем. Peter Horten, ранее — Петер Хортон (нем. Peter Horton), наст. имя — Петер Мюллер (нем. Peter Müller), 19 сентября 1941 года в Вальтице — сентябрь 2023) — австрийский певец и музыкант, телеведущий, композитор, писатель; представитель Австрии на конкурсе песни Евровидение 1967.

## Биография
Первый музыкальный опыт Хортен получил, выступая в 50-х гг. в Венском хоре мальчиков. В 1964 году переехал в Германию, где до 1967 года выступал с собственной программой в Штутгарте. В 1967 году представлял свою страну на конкурсе песни «Евровидение» с балладой «Warum es hunderttausend Sterne gibt»; занял четырнадцатое место.
В 70-х гг. был преимущественно известен как композитор: всего им написано около шестисот песен. В период с 1984 по 1989 года вёл музыкальные передачи на телевидении; а с 1989 по 1991 преподавал в Гамбургской музыкальной академии.
Является основателем двух музыкальных коллективов — «Guitarissimo», «Symphonic Fingers» — в которых он исполнял гитарные партии.

## Дискография

### Альбомы
- Zwischen Himmel und Erde (1970)
- Peter Horton (1970)
- Intercontinental (1971)
- Irgendwie geht es immer (1974)
- Ich kann machen was ich will (1974)
- Horton’s Erzählungen (1975)
- Solang du in dir selber nicht zuhause bist (1975)
- Liederbuch (1976)
- Ein Mann geht auf dem Asphalt (1976)
- Live — Schmunzellieder aus Wien (1977)
- Lieder, die wie Falken sind (1978)
- Will Deine Seele mit Dir singen (1979)
- Vierzig Jahre Leben (1981)
- Live — Wer andern nie ein Feuer macht (1983)
- Komm näher (1984)
- Guitarero (1985)
- Im Dezember des Jahrtausends (1995)
- Poet & Poesie — Meine Lieder (1997)
- Oceans Inside (2001)
- Wild Silence (2001)
- Loving Hands (2001)
- Wilde Gärten (2007)

### Синглы
- Das kann uns nicht passieren (1968)
- Der Kartendippler-Blues (1972)
- Es ist uns’re Welt (1972)
- Komm in die Laube (1973)
- Wenn du nichts hast als die Liebe (1975)
- Solang du in dir selber nicht zuhause bist (1975)
- Ich suchte wilde Rosen (1976)
- Das Fenster zum Hof (1980)

### Компиляции
- Horton, Peter & Schwab, Siegfried / Guitarissimo (1978)
- Horton, Peter & Schwab, Siegfried / Guitarissimo (1980)
- Horton, Peter & Schwab, Siegfried / Guitarissimo — Confianca (1980)
- Horton, Peter & Schwab, Siegfried / Guitarissimo (1988)
- Horton, Peter & Kantcheff, Slava / Rock On Wood (1985)
- Horton, Peter & Kantcheff, Slava / Albatros — klingende Geschichten (1988)
- Horton, Peter & Kantcheff, Slava / Albatros — klingende Geschichten (1988)
- Horton, Peter & Kantcheff, Slava / Poeme Musical (1991)
- Horton, Peter & Kantcheff, Slava / Rock on Wood (1992)
- Horton, Peter & Kantcheff, Slava / Live — Symphonic Fingers (1995)
- Horton, Peter & Kantcheff, Slava / Loving Hands (1997)
- Horton, Peter & Kantcheff, Slava / Rhapsody of Virtuosity (2000)

## Телепередачи
- Café in Takt (1978—1984)[5]
- Hortons Kleine Nachtmusik (1986—1989)[6]
- Horton’s Bistro (1990—1991)[7]
- Sprungbrett (1990—1991)